# La Neuville-en-Beine
 La Neuville-en-Beine  là một xã ở tỉnh Aisne, vùng Hauts-de-France thuộc miền bắc nước Pháp.